# 李政熙
李政熙（英語：M'Baku Lee Ching-hei，1986年—），香港商人及政治人物，為大圍村原居民，已婚並育有一子二女，其胞弟李珏熙亦曾為熱血公民黨員。
青年時任職煤氣安裝技工，亦曾加入香港本土派政黨熱血公民，後於2017年退黨。2019年8月起經營名為「國難五金」的店鋪，於反修例運動期間在各大遊行示威熱點附近以日租或短期形式租鋪，售賣防毒面具、頭盔、眼罩、口罩及手套等防護裝備，「國難五金」首次在2019年8月3日於旺角道開業，首次營業賣出約四百多套裝備，其後於新冠肺炎疫情肆虐香港期間亦兼售防疫用品。
李政熙2021年4月開始在台灣台北居住及生活，而國難五金已轉為網上經營。

## 經歷

### 2015年香港區議會選舉
李政熙曾以熱血公民成員名義參加2015年香港區議會選舉，在新界北區天平西選區出戰 ，對手有民主黨的潘德榮及工聯會的黃宏滔，選舉結果李政熙以1422票之差敗給黃宏滔。
在區選競選期間，李政熙的街站受到香港親共人士多次滋擾，其中在11月17日一次滋擾事件中李政熙被對方推跌及踢傷，需要送院治理，而施襲者亦被警方拘捕。而在11月22日投票當日，李政熙再度被親共人士襲擊，導致手部受傷。李政熙團隊認出施襲者為工聯會街站工作人員，在有人證及影片紀錄下警方仍然沒有拘捕對方，批評警方執法。

### 腳踢女記者罰款二千
熱血公民於2016年5月7日於觀塘舉行集會，期間親建制人士出現雙方發生爭執，一名女士被李政熙踢右腳，警方控告李政熙普通襲擊罪，事後女士報稱職業為網台女記者，李政熙在2016年10月6日承認控罪被判罰款二千元。

### 2016年襲警罪罪成
2016年立法會選舉期間，8月23日在兆基創意書院舉行的九龍西立法會選舉論壇後，「熱血公民」和「香港本土力量」的支持者在場外發生衝突，事後熱血公民的李政熙被控以兩項襲警罪，在2017年12月28日在九龍城裁判法院被判罪成及監禁七星期。

### 831國難五金員工被捕事件
在2019年8月31日，國難五金七名員工以及一名市民在西環分店被警方以涉嫌藏有攻擊性武器而被捕，警方於9月2日表示被捕者巳獲准保釋，之後身為老闆的李政熙在9月3日開記者會，強烈譴責警方滋擾其下屬，之後於11月21日全部員工成功踢保不再保釋。

### 長沙灣分店開業即被警方搜查
2019年9月14日國難五金長沙灣新店開業，當天下午有約50名警方人員帶同搜查令到該店舖搜查，而國難五金的律師亦在場，其後由5名警員進內搜查近兩小時後離開。搜出大量眼罩、斧頭及攻擊性物品。

### 店外遇襲
李政熙於2019年10月14日於國難五金長沙灣分店外，被三名蒙面男子伏擊，其間有人向他投擲辣椒水，並用木棍毆打他頭部及背部，之後三人一擊得手後轉身跑走。李政熙沒有受傷，事後警方有向他了解被襲經過。

### 員工私吞物資轉賣圖利
李政熙於2019年12月3日透露「國難五金」其中一名鍾姓女員工，在11月香港理工大學衝突發生期間，涉嫌私吞公司60套裝備，以第三方名義轉售圖利，事後李政熙解遣散全部員工再聘。

### 出席城市論壇任嘉賓
李政熙於2019年12月29日出席香港電台節目城市論壇，其他列席嘉賓有城市大學公共政策學系教授葉健民、立法會議員鄺俊宇及蔣麗芸，主題為「別一九 矛盾撕裂未解結，迎二零 政經格局再深思」。李政熙發言時表示，從「反送中」運動看到很多的青少年走出來抗爭，其原因是很多成年人包括共產黨都沒有兼顧到自己應負的責任。對於基本法23條立法，李政熙指只會引起更加激烈的抗爭。

### 國難年宵嘉年華
食物環境衞生署於2019年11月7日公佈，2020年1月全港各區舉行的年宵市場不設乾貨攤位。 「國難五金」連同其他組織於2020年1月20日至1月24 日，租用位於觀塘海濱道的場地用作「國難年宵嘉年華」，場內有約80個乾貨攤位。事後國難五金收到場地負責人通知，香港特區政府基於公眾安全理由，不批准在2020年1月任何公眾場所舉行關於年宵或嘉年華的活動。

## 轶事

### 习近平引用其反送中抗争口号
2015年香港区议会选举，李政熙在新界北区“天平西”选区出战，其弟弟李珏熙为他撰写参选宣言，想出了“世上无从天而降的英雄，只有挺身而出的凡人”这句口号。2020年9月8日，中共中央总书记习近平引用其口号在抗疫表彰大会中赞扬年轻一代为2019冠状病毒病抗疫而牺牲的人员。李政熙对此表示：「作为一个文宣的口号，它可以广泛地宣扬开去，对我而言，它已是成功了」。国难五金也在Facebook发文感激习近平「厚爱」，亦指「定必竭尽全力，继续推动及紧记其教诲」。

## 外部連結
- 李政熙的Facebook專頁
- 國難五金的Facebook專頁（页面存档备份，存于）
- 11OCT2015 熱血公民區議會參選公布記者會－李政熙、鄭松泰發言
- 熱血公民破天荒萬聖節出擊　落老蘭宣傳區選及熱血時報 （页面存档备份，存于）